# FK Tuzla City
FK Tuzla City – bośniacki klub piłkarski, mający siedzibę w mieście Simin Han na wschód od Tuzli w północno-wschodniej części kraju.

## Historia
Chronologia nazw:
- 1955: FK Sloga Simin Han
- 18.06.2018: FK Tuzla City

Klub piłkarski Sloga Simin Han został założony w Simin Han w 1955 roku. 
W rozgrywkach o mistrzostwo Jugosławii zespół występował w niższych ligach regionalnych bez znaczących sukcesów. Po rozpadzie Jugosławii od sezonu 1994/95 również rywalizował w bośniackiej lidze regionalnej. Dopiero w sezonie 2014/15 klub wygrał II Ligę Federacji Bośni i Hercegowiny (grupa Sjever), jednak nie spełnili warunków do gry w pierwszej lidze. W sezonie 2015/16 znów wygrał II ligę Federacji Bośni i Hercegowiny (grupa Sjever) i po barażach awansował do pierwszej ligi Herceg-Bosna. W pierwszym sezonie 2016/17 zajął trzecie miejsce w lidze. W sezonie 2017/18 zdobył tytuł mistrza Pierwszej Ligi Federacji Bośni i Hercegowiny i awansował do Premijer ligi. 18 czerwca 2018 zmienił nazwę na Tuzla City.

## Sukcesy

### Trofea międzynarodowe
Nie uczestniczył w rozgrywkach europejskich (stan na 31-05-2018).

### Trofea krajowe
Bośnia i Hercegowina
| \| \| Zdobyte trofea w rozgrywkach Bośni i Hercegowiny (stan na: 31-05-2018) \| |                                                                        |      |          |
| Rozgrywki                                                                       | Osiągnięcie                                                            | Razy | Sezon(y) |
| Mistrzostwo                                                                     | I miejsce                                                              | 0    |          |
| Mistrzostwo                                                                     | II miejsce                                                             | 0    |          |
| Mistrzostwo                                                                     | III miejsce                                                            | 0    |          |
| Mistrzostwo                                                                     | ? miejsce                                                              | 1    | 2018/19  |
| Puchar                                                                          | zdobywca                                                               | 0    |          |
| Puchar                                                                          | finalista                                                              | 0    |          |
| Puchar                                                                          | ćwierćfinalista                                                        | 1    | 2017/18  |
| II liga                                                                         | I miejsce                                                              | 1    | 2017/18  |
| II liga                                                                         | II miejsce                                                             | 0    |          |
| II liga                                                                         | III miejsce                                                            | 1    | 2016/17  |
| Bośnia i Hercegowina                                                            | Zdobyte trofea w rozgrywkach Bośni i Hercegowiny (stan na: 31-05-2018) |      |          |

- Druga Liga Federacji Bośni i Hercegowiny (III poziom):
  - mistrz (2): 2014/15, 2015/16

Jugosławia
Nie uczestniczył w rozgrywkach profesjonalnych.

## Stadion
Klub rozgrywa swoje mecze domowe na stadionie Tušanj w Tuzle, który może pomieścić 15000 widzów.

## Europejskie puchary
Legenda do wszystkich tabel:
- Q – runda eliminacyjna, 1/16, 1/8, 1/4, 1/2 – odpowiednia faza rozgrywek, Grupa – runda grupowa, 1r gr – pierwsza runda grupowa, 2r gr – druga runda grupowa, F – finał, R – runda, PO – play-off
- k. – rzuty karne, los. – losowanie, Dogr. – dogrywka, w. – zasada bramek strzelonych na wyjeździe

| Sezon   | Rozgrywki               | Runda | Klub         | Dom | Wyjazd | Ogólnie |
| ------- | ----------------------- | ----- | ------------ | --- | ------ | ------- |
| 2022/23 | Liga Konferencji Europy | 1Q    | SP Tre Penne | 6–0 | 2–0    | 8–0     |
| 2022/23 | Liga Konferencji Europy | 2Q    | AZ Alkmaar   | 0–4 | 0–1    | 0–5     |